# Gasherbrum II
De Gasherbrum II (ook bekend als K4) is met 8035 meter de op twaalf na hoogste berg op aarde. De Gasherbrum II maakt deel uit van het Gasherbrummassief, dat in het Karakoramgebergte ligt. Twee toppen in het massief, Gasherbrum I en Broad Peak, zijn hoger. "Gasherbrum" is een verbastering van de Balti woorden rshaga (mooi) en brum (berg).
De Gasherbrum II werd voor het eerst beklommen op 8 juli 1956 door de Oostenrijkers Fritz Moravec, Josef Larch en Hans Willenpart.

## Tijdlijn
- 1956 - Eerste beklimming van de berg door een Oostenrijks expeditieteam.
- 1975 - Tweede beklimming door een Frans expeditieteam, 19 jaar na de eerste beklimming. In deze expeditie viel de eerste dode. Drie andere expedities halen ook de top waaronder een Pools vrouwenteam onder leiding van Wanda Rutkiewicz.
- 1979 - Een Chileens en een Duits expeditieteam bereiken de top als zesde en zevende.
- 1982 - Reinhold Messner bereikt de top samen met de Pakistani Nazir Sabir en Sher Kahn.
- 1984 - Messner en Hans Kammerlander steken Gasherbrum I en Gasherbrum II over zonder ertussen terug te gaan naar het basiskamp.
- 1984 - Eerste afdaling met ski's door een Frans expeditieteam onder leiding van Daniel Croisot. Wim Pasquier (de in Amsterdam geboren Zwitser uit Montreux en Patrice Bournat, hebben samen de top gehaald en de afdaling per ski voltooid. Wim Pasquier heeft een Nederlandse moeder (mevrouw B. Oudheusden)
- 2007 - Drie Italianen bereiken de top via een nieuwe weg aan de noordkant van de berg.